# August Friedrich von Prosch
August Friedrich von Prosch († nach 1794) war ein preußischer Major, Ritter des Ordens Pour le Mérite und Chef des Füsilierbataillons Nr. 9. 

## Leben

### Herkunft und Familie
August Friedrich war Angehöriger einer Familie, aus der mehrere Angehörige in der preußischen Armee als Offiziere dienten und die 1787 mit dem preußischen Rittmeister im Husarenregiment „Blücher“ Karl Wilhelm Prosch († 26. Mai 1800) in den Adelsstand erhoben wurde.

### Werdegang
Prosch schlug in der preußischen Armee die Offizierslaufbahn ein und erhielt am 26. April 1789 das Füsilierbataillon Nr. 9, welches seinem Vorgänger Major Kasper Gottlob von Diebisch erst im Februar übertragen, infolge dessen krankheitsbedingten Ablebens jedoch vakant wurde. Bei der Revue in Breslau im September 1791 erhielt er zum ersten Mail den Pour le Mérite. Die zweite Verleihung erfolgte am 8. Juni 1794. Er nahm mit dem Bataillon an der Niederwerfung des Kościuszko-Aufstandes teil. Insbesondere in der Schlacht von Rawka und bei der Einnahme von Krakau konnte sich sein Bataillon gewinnend einbringen.
Prosch gehörte somit zu den wenigen preußischen Offizieren, denen der Pour le Mérite, die höchste preußische Militärauszeichnung, zweimal verliehen wurde. Sein Nachfolger als Chef des Füsilierbataillons Nr. 9 wurde am 17. November 1797 Hermann Christoph von Ledebur.